# Ngu Dĩ
Ngu Dĩ (tiếng Trung: 虞汜; bính âm: Yu Si; 218 – 271) hay Ngu Phiếm (tiếng Trung: 虞氾; bính âm: Yu Fan), tự Thế Hồng (世洪), là quan viên, tướng lĩnh Đông Ngô thời Tam Quốc trong lịch sử Trung Quốc.

## Cuộc đời
Ngu Dĩ quê ở huyện Dư Diêu, quận Cối Kê, Dương Châu, là con trai thứ tư của danh thần Ngu Phiên. Ngu Phiên vì đắc tội Tôn Quyền mà bị lưu đày đến quận Nam Hải (Giao Châu), Ngu Dĩ sinh ra ở đó.
Năm 233, khi Ngu Dĩ mới 16 tuổi thì Ngu Phiên chết. Tôn Quyền tha cho gia đình Ngu Phiên được trở về quê quán. Ngu Dĩ sau đó ra làm quan, đến chức Tuyển tào lang.
Năm 258, quyền thần Tôn Lâm phế Ấu chủ Tôn Lượng, đón Lang Gia vương Tôn Hưu lên làm vua. Khi Tôn Hưu còn đang trên đường đến kinh đô, Tôn Lâm muốn vào cung triệu tập quan lại. Mọi người đều hoảng sợ, không dám phản đối, chỉ có Ngu Dĩ vẫn giữ được bình tĩnh mà khuyên bảo Tôn Lâm. Tôn Lâm dù không vui nhưng vẫn nghe theo. Cảnh đế Tôn Hưu đăng cơ, đề bạt Ngu Dĩ cùng Hạ Thiệu, Vương Phồn, Tiết Doanh làm Tán kỵ Trung bình hầu, phụ trách khuyên can, chỉ ra khuyết điểm hoàng đế.
Năm 263, Lã Hưng nổi dậy ở quận Giao Chỉ, sau đó đầu hàng Ngụy Tấn và mở đường cho quân Tấn vào Giao Châu. Đến năm 268, Thái thú Giao Chỉ nhà Tấn là Dương Tắc đánh hạ hai quận Cửu Chân, Nhật Nam thuộc Giao Châu, uy hiếp Quảng Châu. Năm 269, sau thất bại của Lưu Tuấn, Tu Tắc, Cố Dung ở Hợp Phố, Mạt đế Tôn Hạo lấy Ngu Phiếm làm Giám quân, cùng Uy Nam tướng quân Tiết Hủ và Thái thú Thương Ngô Đào Hoàng tiếp tục bình định.
Năm 271, Đào Hoàng đánh bại được Dương Tắc, Mao Cảnh, Vương Tố, chiếm lại được Giao Châu. Ngu Dĩ nhờ công lao khi tham gia bình định mà được phong làm Thứ sử Giao Châu, Quán Quân tướng quân, tước Dư Diêu hầu. Không được bao lâu, Ngu Dĩ chết, Tôn Hạo lấy Đào Hoàng làm Thứ sử Giao Châu.

## Trong văn hóa
Ngu Dĩ không xuất hiện trong tiểu thuyết Tam quốc diễn nghĩa của La Quán Trung.